# Caroline Lawrencová
Caroline Lawrencová, nepřechýleně Lawrence (* 1954, Londýn) je americká spisovatelka píšící především pro děti a mládež.

## Životopis
Caroline Lawrencová (rodným jménem Caroline Day Weiss) se narodila v Londýně americkým rodičům. Mládí prožila v Bakersfieldu v Kalifornii a lásku k umění zdědila po svém otci a matce. Nejprve studovala klasickou filologii na Kalifornské univerzitě v Berkeley, kde získala stipendium pro studium na Univerzitě v Cambridgi. Zde vystudovala klasické umění a archeologii. Po ukončení studia zůstala natrvalo v Anglii, pracovala jako učitelka a ještě absolvovala judaistiku na prestižní University College London.
Světově proslulá se stala díky své sérii detektivních knih pro mládež z prostředí starověkého Říma The Roman Mysteries (Záhady ze starověkého Říma) s dětskými hrdiny, kterými jsou Flavia Gemina, dcera bohatého námořního kapitána, syn židovského lékaře Mordechaje Jonatán, núbijská otrokyně Nubia a němý žebravý chlapec Lupus. Série získala mnohá ocenění (roku 2009 například Classical Association Prize) a byla přeložena do řady jazyků.

## Dílo

### Záhady ze starověkého Říma
Série The Roman Mysteries (Záhady ze starověkého Říma) (2001–2009), česky také někdy nazývána podle jména hlavní hrdinky Flavia Gemina, se skládá z těchto knih:

#### Romány
1. The Thieves of Ostia (2001, Lupiči z Ostie),
2. The Secrets of Vesuvius (2001, Tajemný Vesuv),
3. The Pirates of Pompeii (2002, Piráti z Pompejí),
4. The Assassins of Rome (2002, česky jako Úkladní vrazi v Neronově paláci),
5. The Dolphins of Laurentum (2003, Delfíni z Laurenta),
6. The Twelve Tasks of Flavia Gemina (2003, Dvanáct úkolů Flavie Geminy),
7. The Enemies of Jupiter (2003, Nepřátelé Jupitera),
8. The Gladiators from Capua (2004, Gladiátoři z Capuy),
9. The Colossus of Rhodes (2005, Kolos rhodský),
10. The Fugitive from Corinth (2005, Uprchlík z Korintu),
11. The Sirens of Surrentum (2006, Sirény ze Surrenta),
12. The Charioteer of Delphi (2006, Delfský vozataj),
13. The Slave-girl from Jerusalem (2007, Otrokyně z Jeruzaléma),
14. The Beggar of Volubilis (2007, Žebrák z Volubilisu),
15. The Scribes from Alexandria (2008, Písaři z Alexandrie),
16. The Prophet from Ephesus (2009, Prorok z Efezu),
17. The Man from Pomegranate Street (2009, Muž z ulice Granátového jablka).

#### Povídky
- The Code of Romulus (2007).
- Trimalchio's Feast and other mini-mysteries (2007).
- The Legionary from Londinium and other mini-mysteries (2010)

### Další díla
- Flavian Trilogy, trilogie související s cyklem Záhady ze starověkého Říma:
  1. Brother of Jackals (2010),
  2. Companion of Owls (2011),
  3. Prey of Lions (2019).
- Roman Mystery Scroll:
  1. The Sewer Demon (2012),
  2. The Poisoned Honey Cake (2012),
  3. The Thunder Omen (2013),
  4. The Two-faced God (2013).
- Western Mysteries (/P.K. Pinkerton Mysteries):
  1. The Case of the Deadly Desperados (2011),
  2. The Case of the Good-Looking Corpse (2012),
  3. The Case of the Pistol-packing Widows (2013).